# 부쿠레슈티 오크스
부쿠레슈티 오크스(루마니아어: Bucureşti Oaks)은 2004년 창단한 유러피언 챌린지 컵에 출전하는 루마니아 부쿠레슈티의 럭비 유니온팀이다. 매 시즌 유러피언 챌린지 컵 참가를 위해 결성되며 루마니아 국내 리그인 디비지아 내이셔날레의 선수들로 구성된다. 홈경기는 주로 아르큘 데 트라이엄프 경기장에서 치른다.